# Línea 106 (Corrientes)
Línea 106 es una línea de transporte urbano de pasajeros de la ciudad de Corrientes, Argentina. 

## Recorridos

### 106

#### Ramal A
- IDA: Cuba - Evaristo González - Trento - Túpac Amaru - Ruta 12 - Av. Juan Domingo Perón - Medrano - Av. Independencia - Av. Pedro Ferré - Av. 3 de Abril - Catamarca - Av. Juan Torres de Vera - Puerto.
- VUELTA: Av. Costanera - Tucumán - 9 de Julio - Santa Fe - Av. 3 de Abril - Av. Pedro Ferré - Av. Independencia - Rotonda - Ruta 12 - Túpac Amaru - Trento - Evaristo González - Cuba.

#### Ramal B
- IDA: Suecia - Ramos Mejía - Túpac Amaru - Sánchez De Bustamante - San Francisco De Asís - Montecarlo - Av. Nicolás Avellaneda - Gascón - Esmeralda - Montecarlo - Av. Independencia - Av. Pedro Ferré - Av. 3 de Abril - Catamarca - Av. Juan Torres de Vera - Puerto.
- VUELTA: Av. Costanera - Tucumán - 9 de Julio - Santa Fe - Av. 3 de Abril - Av. Pedro Ferré - Av. Independencia - Río Juramento - Necochea - José Darragueira - Av. Nicolás Avellaneda - Montecarlo - Río De Janeiro - Sánchez De Bustamante - Túpac Amaru - Ramos Mejía - Suecia.

#### Ramal C
- IDA: José Ramón Ferrau - Pablo Obregón - Carmelo Fernández - Rafael López - José Ramón Ferrau - Pablo Obregón - C. 805 - C. 750 - Rafael Barrios - Cuba - Turín - San Francisco De Asís - Milán - Av. Juan Domingo Perón - Av. Cazadores Correntinos - Tacuarí - Av. Independencia - Av. Pedro Ferré - Av. 3 De Abril - Catamarca - Av. Juan Torres de Vera - Puerto.

- VUELTA: Av. Costanera - Tucumán - 9 De Julio - Santa Fe - Av. 3 De Abril - Av. Pedro Ferré - Av. Independencia - Güemes - Av. Cazadores Correntinos - Av. Juan Domingo Perón - Milán - San Francisco De Asís - Turín - Cuba - Rafael Barrios - C. 750 - C. 805 - Pablo Obregón - José Ramón Ferrau - Rafael López - Carmelo Fernández - Pablo Obregón - José Ramón Ferrau.